# Jo Jung-suk
Jo Jung-suk (Seoul, 26 december 1980) is een Zuid-Koreaanse acteur.

## Filmografie

### Films
- 2012: Architecture 101
- 2012: Almost Che
- 2013: The Face Reader
- 2014: The Fatal Encounter
- 2014: My Love, My Bride
- 2015: The Exclusive: Beat the Devil's Tattoo

### Televisieseries
- 2011: What's Up?
- 2012: The King 2 Hearts
- 2013: You're the Best, Lee Soon-shin
- 2015: Oh My Ghostess

- Bibliothèque nationale de France: cb169851131 (data)
- International Standard Name Identifier: 0000 0004 6840 3068
- Library of Congress Control Number: no2023020343
- Nationale Bibliotheek van Israël: 987007375965705171
- Virtual International Authority File: 105154013811309192354